# Mariinsk
Mariinsk (en ruso: Мариинск) es una ciudad del Óblast de Kémerovo, Rusia. Se encuentra a unos 178 km. por carretera al nordeste de la capital del óblast, Kémerovo. La ciudad está situada en la margen izquierda del río Kiya, afluente del río Chulim, a su vez afluente del Obi. El relieve de la ciudad es, en su mayoría, plano.
Tras Novokuznetsk, Mariinsk es la ciudad más antigua de la región de Kémerovo. El pueblo de Kiya fue fundado en 1698. Se encuentra ubicado en la carretera de Moscú. Localidad accedió al estatus de ciudad en 1856, pero durante el año siguiente mantuvo el nombre de "Kiya". En 1857 fue rebautizado en honor de María Alexandrovna (no confundir con su hija María Aleksándrovna Románova), emperatriz consorte de Alejandro II de Rusia. En el verano de 1891, durante la construcción del ferrocarril Transiberiano en óblast de Tomsk, el Zarevich visitó Mariinsk Nicolás Aleksándrovich, entonces Príncipe heredero.
El área de Mariinsk tiene recursos minerales: arena blanca, arcilla blanca (utilizada en la fabricación de ladrillos) y turba. 
Se encuentra en la ruta del ferrocarril Transiberiano.

## Demografía
| 1897 | 1931 | 1939 | 1959 | 1967 | 1970 | 1979 | 1989 | 1992 | 1996 |
| ---- | ---- | ---- | ---- | ---- | ---- | ---- | ---- | ---- | ---- |
| 8,2  | 11,2 | 22,3 | 40,8 | 39   | 39,7 | 39,5 | 41,0 | 41,5 | 41,1 |
| 1998 | 2000 | 2001 | 2003 | 2005 | 2006 | 2007 | 2008 | 2010 |      |
| 40,4 | 39,7 | 39,2 | 43,0 | 42,4 | 41,8 | 41,6 | 41,5 | 41,6 |      |

## Cultura
- Museo de Historia de Mariinsk.[3]

- Casa-museo escritor Vladímir Alexéyevich Chivilijin.[4]

El 15 de septiembre de 2007 en Mariinsk  se inauguró un monumento dedicado la emperatriz María Alexandrovna, que da nombre a la ciudad.
El 23 de octubre de 2009 se inauguró un monumento a Alejandro II. Se trata de un busto de bronce sobre un pedestal. Reproduce otro busto del emperador instalado en la ciudad en 1914, que fue trasladado en 1917 a Tomsk y actualmente se conserva en el Museo Regional de Tomsk.

## Clima
| Parámetros climáticos promedio de Mariinsk | Parámetros climáticos promedio de Mariinsk | Parámetros climáticos promedio de Mariinsk | Parámetros climáticos promedio de Mariinsk | Parámetros climáticos promedio de Mariinsk | Parámetros climáticos promedio de Mariinsk | Parámetros climáticos promedio de Mariinsk | Parámetros climáticos promedio de Mariinsk | Parámetros climáticos promedio de Mariinsk | Parámetros climáticos promedio de Mariinsk | Parámetros climáticos promedio de Mariinsk | Parámetros climáticos promedio de Mariinsk | Parámetros climáticos promedio de Mariinsk | Parámetros climáticos promedio de Mariinsk |
| Mes                                        | Ene.                                       | Feb.                                       | Mar.                                       | Abr.                                       | May.                                       | Jun.                                       | Jul.                                       | Ago.                                       | Sep.                                       | Oct.                                       | Nov.                                       | Dic.                                       | Anual                                      |
| ------------------------------------------ | ------------------------------------------ | ------------------------------------------ | ------------------------------------------ | ------------------------------------------ | ------------------------------------------ | ------------------------------------------ | ------------------------------------------ | ------------------------------------------ | ------------------------------------------ | ------------------------------------------ | ------------------------------------------ | ------------------------------------------ | ------------------------------------------ |
| Temp. máx. media (°C)                      | -11.9                                      | -9.4                                       | -2.4                                       | 4.8                                        | 18.6                                       | 24.4                                       | 28.3                                       | 24.4                                       | 14.5                                       | 4.8                                        | -5.6                                       | -10.8                                      | 6.6                                        |
| Temp. media (°C)                           | -15.9                                      | -14.2                                      | -8.7                                       | -1                                         | 10.6                                       | 16.6                                       | 20                                         | 16.6                                       | 8.7                                        | 0.9                                        | -9.2                                       | -14.7                                      | 0.8                                        |
| Temp. mín. media (°C)                      | -20.5                                      | -19.4                                      | -15.5                                      | -7.4                                       | 3.2                                        | 8.8                                        | 12.3                                       | 10.1                                       | 3.6                                        | -2.6                                       | -13.3                                      | -19                                        | -5                                         |
| Fuente: Kémerovo-Méteo                     |                                            |                                            |                                            |                                            |                                            |                                            |                                            |                                            |                                            |                                            |                                            |                                            |                                            |

## Enlaces
Sitio de la ciudad de Mariinsk (en ruso) (en construcción)
Sitio de la administración del distrito de Mariinsk (en ruso)
- Datos: Q49771
- Multimedia: Mariinsk / Q49771